# Джордже Йовановський
Джордже «Гьоре» Йовановський (мак. Ѓopѓи "Ѓope" Јовановски; нар. 22 березня 1956, Скоп'є, СР Македонія) — югославський футболіст та македонський тренер, виступав на позиції півзахисника.

## Клубна кар'єра
Футбольну кар'єру розпочав 1974 року у «Вардарі» (Скоп'є), де грав на позиції правого захисника. Сезон 1977/78 років провів у «Црвені Звезді», у футболці якої зіграв 1 поєдинок у югославському чемпіонаті. Потім повернувся до «Вардара», в якому виступав до 1986 року. Загалом у складі клубу відіграв 11 сезонів. Значних успіхів з «Вардаром» не досяг. Найкращим результатом у складі команди стало 5-е місце в Пешій лізі Югославії сезону 1984/85 років, завдяки чому «Вардар» виборов путівку до Кубку УЄФА.
У 1986 році підписав контракт з клубом Першої ліги Туреччини «Самсунспор». Після двох років, проведених у «Самсунспорі», перейшов до іншого першолігового клубу «Анкарагюджю». По закінченні сезону 1988/89 років завершив футбольну кар'єру.

## Кар'єра в збірній
З 1980 по 1985 рік виступав за збірну СФР Югославії, у футболці якої зіграв 12 матчів та відзначився 1 голом.

## Кар'єра тренера
По завершенні кар'єри гравця розпочав тренерську діяльність. У сезоні 1998/99 років разом з «Вардаром» виграв кубок Македонії. У 1999 році очолив ФК «Слога Югомагнат». Під його керівництвом у сезонах 1999/00 та 2000/01 років команда виступала в Першій лізі Македонії. У 2001 році залишив команду й очолив національну збірну Македонії, змінивши на посаді головного тренера Драгана Канатларовського. Дебютував на тренерському містку збірної в поєдинку проти Швеції (1:2). Під керівництвом Джордже македонська збірна в кваліфікації Чемпіонату світу 2002 року двічі зіграла внічию та три рази зазнавала поразки (по 0:5 від збірних Словаччини та Угорщини, а також 0:3 від Фінляндії). У 2002 році виїхав до Туреччини, де повернувся до «Самсунспора», проте цього разу на посаду головного тренера команди. Команда, яку він очолив у березні, посіла 15-е місце в Суперлізі. Тренував «Самсунспор» й на початку наступного сезону, проте в грудні був звільнений з займаної посади.
У 2003 році повернувся на батьківщину, де очолив клуб «Работнічкі» з Першої ліги Македонії, разом з яким у сезонах 2004/05 та 2005/06 років вигравав національний чемпіонат. Також вийшов до третього кваліфікаційного раунду Ліги чемпіонів, де македонці поступилися французькому «Ліллю». На початку сезону 2007/08 років очолив «Мілано» (Куманово), проте наприкінці сезону залишив команду. Разом з клубом з Куманово ставав віце-чемпіоном Македонії. У сезоні 2008/09 років тренував «Металург» (Скоп'є), а по завершенні сезону залишив команду. 17 серпня 2010 року підписав контракт з клубом Групи А ЦСКА (Софія). Вивів болгарський колектив до групового етапу Ліги Європи. 21 жовтня 2010 року, після домашньої поразки (0:2) у Лізі Європи від «Рапіду» (Відень), був звільнений з займаної посади. У червні 2011 року призначений головним тренером збірної Бангладешу, проте вже через декілька днів македонця відправили у відставку. Йовановський не встиг провести жодного поєдинку на тренерському містку збірної, а причиною відставки стала відмова Джордже у поїздці на матч кваліфікації Чемпіонату світу 2014 року проти Пакистану.
9 листопада 2011 року Йовановського вдруге призначили головним тренером «Работнічок». Тренував команду протягом двох місяців, а 28 грудня був звільнений з займаної посади. У серпні 2013 року очолив «Шкендію», а вже в листопаді керівництво клубу відправило македонця у відставку. У липні 2014 року почав тренувати «Брегальниця» (Штип). Однак на своїй посаді надовго не затримався, як і в першій частині сезону 2014—2015 років, після серії невдалих матчів, за підсумком якої у 14 турах набрав лише дев'ять очок, покинув клуб. У 2018 році знову тренував «Работнічкі».
Тричі визнавався найкращим тренером Македонії за версією «Спорт радио 90.3 FM».

## Досягнення

### Як гравця
«Вардар»
- Друга ліга Югославії
  -  Чемпіон (1): 1978/79

- Кубок СР Македонії
  -  Володар (2): 1978/79, 1979/80

### Як тренера
«Вардар»
- Кубок Македонії
  -  Володар (1): 1998/99

«Слога Югомагнат»
- Перша ліга Македонії
  -  Чемпіон (2): 1999/00, 2000/01

- Кубок Македонії
  -  Володар (1): 2003/04

«Работнічкі»
- Перша ліга Македонії
  -  Чемпіон (2): 2004/05, 2005/06
  -  Срібний призер (1): 2006/07

«Мілано» (Куманово)
- Перша ліга Македонії
  -  Срібний призер (1): 2008/09